# Ya-ya søstrenes guddommelige hemmeligheder (film)
Ya-ya søstrenes guddommelige hemmeligheder er en amerikansk komedie-drama-film fra 2002, der er instrueret og skrevet af Callie Khouri. Den er baseret på Rebecca Wells' roman af samme navn, og dens prequel; en samling af noveller, Little Altars Everywhere.

## Handling
Filmen starter ud i 1937 i Louisiana med fire små piger som er ude i skoven om natten, hver iført en hjemmelavet hovedbeklædning. Lederen, Viviane Abbott (Ellen Burstyn) indvier dem ind i en hemmelig orden, som hun døber "Ya-ya søstrene". Pigerne forsegler medlemskabet ved at skære i deres håndflader og blande blod.
Handlingen springer derefter til New York City i 2002, hvor Vivianes datter, Siddalee "Sidda" Walker (Sandra Bullock), giver et interview til en journalist fra Time Magazine i forbindelse med hendes nyeste udgivelse, og nævner sin ulykkelige barndom som en stor inspirationskilde for sit arbejde. Journalisten skaber voldsomt røre om Siddas udtalelser, med antydninger af misbrug og dybe, mørke familiehemmeligheder.

## Medvirkende
- Sandra Bullock som Siddalee "Sidda" Walker
- Angus Macfadyen som Connor McGill
- Ellen Burstyn som Viviane Joan "Vivi" Abbott Walker
- James Garner som Shepherd James "Shep" Walker
- Maggie Smith som Caroline Eliza "Caro" Brewer Bennett
- Fionnula Flanagan som Aimee Malissa "Teensy" Whitman
- Shirley Knight som Denise Rose "Necie" Kelleher Ogden
- Ashley Judd som ung Vivi
- Katy Selverstone som ung Caro
- Jacqueline McKenzie som ung Teensy
- Kiersten Warren som ung Necie
- Caitlin Wachs som barnet Vivi
- Mary Katherine Weiss som barnet Caro
- Alyssa May Gold som barnet Teensy
- Nicki Tschudi som barnet Necie
- Allison Bertolino som barnet Sidda
- Matthew Settle som Jack Whitman
- David Lee Smith som ung Shep
- Cherry Jones som "Buggy" Abbott, Vivis mor
- David Rasche som Taylor Abbot, Vivis far
- Gina McKee som Genevieve Whitman, Teensys mor